# Fantômette
Fantômette es una colección de libros infantiles creada por el escritor francés Georges Chaulet. Consta de 52 títulos que fueron editados por Hachette dentro de la colección Bibliothèque rose, y está orientada a lectores entre seis y doce años. Cada uno de los libros se basa en misterios que la protagonista debe resolver, y viene acompañado de ilustraciones relacionadas con la historia.

## Argumento
La protagonista de la saga es Françoise Dupont, una niña de doce años que por las noches se disfraza de la heroína Fantômette, la justiciera enmascarada que combate el crimen en la ficticia ciudad de Framboisy. Aunque no tiene superpoderes, es una persona muy inteligente que habla varios idiomas y posee habilidades de combate cuerpo a cuerpo. Para preservar su identidad, siempre viste en sus misiones un gorro negro con pompón, una máscara negra, un traje amarillo con capa y unas bailarinas rojas.
Otros personajes recurrentes son su gato Méphisto; las amigas Ficelle y Boulotte, ajenas a la identidad secreta de Françoise; el malvado científico Máscara de Plata, y el periodista Ojo de Lince, el único que conoce la verdad y colabora con la heroína.

## Historia
Georges Chaulet creó el personaje a raíz del éxito de una colección anterior, Los 4 ases (1957-1962). Aunque el autor trató de vendérsela a la editorial Hachette, que recientemente había adquirido los derechos de la saga Los Cinco de Enid Blyton, al final terminó editándola con el sello Casterman. Después de que Los 4 ases se convirtiera en un éxito en los países francófonos, Chaulet volvió a Hachette para presentarles la idea de Fantômette, una nueva saga de literatura infantil protagonizada por una chica, que aceptaron de inmediato.
El primer título de la saga, Las hazañas de Fantômette (en francés, Les Exploits de Fantômette), fue publicado en 1961 dentro de la colección Bibliothèque rose, orientada a lectoras entre seis y doce años, e incluía ilustraciones de Josette Stéfani. En ese sentido, el diseño del personaje fue idea de Stéfani y ha sido mantenido por el resto de autores. Chaulet continuó escribiendo títulos de la serie hasta su fallecimiento en 2012.

## La colección
La colección completa consta de cincuenta y dos títulos. En idioma español solo se editaron dieciséis a cargo de Ediciones Toray, con portadas de ilustradores españoles como Badía Camps, Jaime Blasco o Salvador Fabá, que en la siguiente lista figuran con el título traducido:
1. Las hazañas de Fantomette (Les Exploits de Fantômette, 1961)
2. Fantomette contra el búho (Fantômette contre le hibou, 1962)
3. Fantomette contra el gigante (Fantômette contre le géant, 1963)
4. Fantomette en el carnaval (Fantômette au carnaval, 1963)
5. Fantomette en la isla de la bruja (Fantômette et l'Île de la sorcière, 1964)
6. Fantomette contra Fantomette (Fantômette contre Fantômette, 1964)
7. Fantomette sin vacaciones (Pas de vacances pour Fantômette, 1965)
8. Fantomette y la televisión (Fantômette et la Télévision, 1966)
9. Operación Fantomette (Opération Fantômette, 1966)
10. Fantomette y las siete Fantomettes (Les Sept Fantômettes, 1967)
11. Fantomette y el diente del diablo (Fantômette et la Dent du Diable, 1967)
12. Fantomette y el príncipe (Fantômette et son prince, 1968)
13. Fantomette y el bandido legendario (Fantômette et le Brigand, 1968)
14. Fantomette y la lámpara maravillosa (Fantômette et la Lampe merveilleuse, 1969)
15. Fantômette chez le roi (1970)
16. Fantômette et le Trésor du pharaon (1970)
17. Fantômette et la Maison hantée (1971)
18. Fantômette à la Mer de sable (1971)
19. Fantômette contre la Main Jaune (1971)
20. Fantômette viendra ce soir (1972)
21. Fantomette y los fantasmas de Bretaña (Fantômette dans le piège, 1972)
22. Fantômette et le Secret du désert (1973)
23. Fantômette et le Masque d'argent (1973)
24. Fantômette chez les corsaires (1973)
25. Fantômette contre Charlemagne (1974)
26. Fantômette et la Grosse Bête (1974)
27. Fantômette et le Palais sous la mer (1974)
28. Fantômette contre Diabola (1975)
29. Appelez Fantômette ! (1975)
30. Olé, Fantômette ! (1975)
31. Fantômette brise la glace (1976)
32. Les Carnets de Fantômette (1976)
33. C'est quelqu'un, Fantômette ! (1977)
34. Fantomette en el espacio (Fantômette dans l'espace, 1977)
35. Fantômette fait tout sauter (1977)
36. Fantastique Fantômette (1978)
37. Fantômette et les 40 Milliards (1978)
38. L'Almanach de Fantômette (1979)
39. Fantômette en plein mystère (1979)
40. Fantômette et le Mystère de la tour (1979)
41. Fantômette et le Dragon d'or (1980)
42. Fantômette contre Satanix (1981)
43. Fantômette et la Couronne (1982)
44. Mission impossible pour Fantômette (1982)
45. Fantômette en danger (1983)
46. Fantômette et le Château mystérieux (1984)
47. Fantômette ouvre l'œil (1984)
48. Fantômette s'envole (1985)
49. C'est toi Fantômette ! (1987)
50. Le Retour de Fantômette (2006)
51. Fantômette a la main verte (2007)
52. Fantômette et le Magicien (2009)

Georges Chaulet publicó en 2011 una enciclopedia antológica, Les Secrets de Fantômette, que incluye detalles sobre todas las historias y un cuento inédito, Fantômette amoureuse.

## Obras derivadas
A raíz del éxito de Fantômette se han producido una colección de historietas dibujada por François Craenhals, una serie de imagen real (France 3, 1993), una serie de dibujos animados (Canal J, 1999) e incluso una obra de teatro.
En la serie francesa Miraculous Ladybug (2015), la escuela a la que van los protagonistas se llama Françoise Dupont en homenaje al personaje.